# Миикэ, Такаси
Такаси Миикэ (яп. 三池崇史, Takashi Miike, род. 24 августа 1960, Осака, Япония) — японский кинорежиссёр, известный способностью снимать большое количество фильмов разного жанра в короткие сроки. Один из наиболее известных азиатских режиссёров на Западе.

## Биография
Такаси Миикэ родился 24 августа 1960 года в городе Яо, префектура Осака (Япония). Во время Второй Мировой Войны его дед служил в Китае и Корее, а отец родился в Сеуле, на территории сегодняшней Южной Кореи. Его отец работал сварщиком, а мать — швеей. Хотя он и утверждал, что посещал занятия лишь изредка, он окончил Иокогамскую профессиональную школу кино и телевидения (Yokohama Hōsō Eiga Senmon Gakkō) под руководством режиссера Сёхэя Имамуры, основателя и декана этого учебного заведения. Работать в кино начал также под руководством Имамуры: впервые появился в титрах как помошник режиссера на фильме «Дзэгэн» в 1987 году, а также ассистировал в фильме 1989 года «Чёрный дождь».
Миикэ дебютировал в «большом» кино в 1995 году с фильмом «Война китайской мафии».
В 2003 году фильм «Театр ужасов якудза: Годзу» был представлен на Каннском кинофестивале в официальной программе «Особый взгляд» как первый фильм, выпущенный только на видео, а не в широкий прокат.
На 2008 год фильмография Миике как режиссёра насчитывает 78 фильмов и телесериалов, в 15 принял участие как актёр (в основном эпизодические роли), в одном из своих фильмов («Семья», 2001) выступил в качестве оператора, написал сценарии к трём фильмам.
Миикэ известен своей творческой плодовитостью: он выпускает по нескольку фильмов в год и работает в самых разнообразных жанрах: боевик, мюзикл, сериал, триллер, драма и др. Довольно часто «смешивает» несколько жанров в своих фильмах.
Участвовал в Венецианском кинофестивале, международном фестивале в Роттердаме, Каннском фестивале.
В 2011 году его фильм «13 убийц» номинирован на Asian Film Awards.

## Избранная фильмография

### Режиссёр
- 1993 — Телохранитель Киба / Bodigaado Kiba
- 1994 — Телохранитель Киба 2: Апокалипсис Резни / Bodigaado Kiba: Shura no mokushiroku
- 1995 — Тайный мир Синдзюку / Shinjuku kuroshakai: Chaina mafia sensô
- 1997 — Мокрая псина / Gokudô kuroshakai
- 1997 — Хулиганы из Кисивады: Невинная кровь
- 1998 — Хулиганы из Кисивады: Ностальгия
- 1998 — Люди-птицы в Китае / Chûgoku no chôjin
- 1998 — Блюз-гармоника / Blues Harp
- 1999 — Кинопроба / Ôdishon
- 1999 — Живым или мертвым: Год 2346 / Dead or Alive: Hanzaisha (A.D. 2346)
- 2001 — Посетитель Q / Bijita Q (Visitor Q)
- 2001 — Ичи-киллер / Koroshiya 1 (Ichi the Killer)
- 2001 — Счастье семьи Катакури / Katakuri-ke no kofuku
- 2002 — Якудза: Кладбище Чести / Graveyard of Honnor
- 2002 — Шангрила / Kin’yû hametsu Nippon: Tôgenkyô no hito-bito
- 2003 — Человек в белом / Yurusarezaru mono
- 2003 — Театр ужасов якудза: Годзу / Gokudô kyôfu dai-gekijô: Gozu
- 2003 — Один пропущенный звонок / Chakushin ari
- 2004 — Три…экстрима (новелла «Шкатулка») / Utsukushī Yoru, Zankokuna Asa
- 2004 — Изо / Izo
- 2004 — Человек Зебра
- 2005 — Великая война гоблинов / Yôkai daisensô
- 2006 — Шрамы на Солнце / Taiyô no kizu
- 2006 — Взрывная любовь, юноша А / 46-okunen no koi
- 2006 — Подобный дракону: Пролог / Like a Dragon ~ Prologue ~
- 2007 — Подобный дракону / Yakuza: Like a Dragon
- 2007 — Сукияки Вестерн Джанго / Sukiyaki Uesutan Jango
- 2007 — Вороны: Начало / Kurôzu zero
- 2009 — Яттерман / Yatterman
- 2009 — Вороны: Продолжение / Crows zero 2
- 2010 — 13 убийц
- 2010 — Человек Зебра 2
- 2011 — Харакири / Ichimei
- 2011 — Дети-ниндзя
- 2012 — Урок Зла / Aku no kyôten
- 2012 — Ради Любви / Ai to Makoto
- 2012 — Первоклассный Адвокат / Gyakuten saiban
- 2013 — Соломенный Щит / Wara no tate
- 2013 — Песнь крота / Mogura no uta: Sennyuu sousakan Reiji
- 2015 — Страшная воля богов / Kamisama no iu tôri
- 2015 — Якудза-апокалипсис: Великая война в преступном мире / Gokudo daisenso
- 2016 — Песнь крота 2 / Mogura no uta Hong Kong kyousoukyoku
- 2017 — Клинок Бессмертного / Mugen no junin
- 2017 — Невероятные приключения ДжоДжо / Jojo no kimyo na boken
- 2018 — Ведьма Лапласа / Rapurasu no majo
- 2019 — Первая любовь / Hatsukoi
- 2022 — Соединение / Keonekteu
- 2023 — Онимуся / Onimusha
- 2023 — Лесоруб-монстр / Kaibutsu no kikori
- 2024 — Полночь / Midnight
- 2025 — Ночь живых кошаков / Nyaight of the Living Cat
- 2025 — Плохой лейтенант: Токио / Bad Lieutenant: Tokyo

### Актёр
| Год  | Название                             | Роль                                              | Примечания           |
| ---- | ------------------------------------ | ------------------------------------------------- | -------------------- |
| 1997 | Хулиганы из Кусивары: Невинная кровь | Человек в красных штанах, которого избивает Риичи |                      |
| 2001 | Братство якудзы: Война кланов        | Shinozaki                                         | Шинозаки             |
| 2002 | Якудза: Кладбище чести               | Стрелок в ресторане                               |                      |
| 2002 | Убийца Ити: Эпизод 0                 | Какихара                                          | Голос                |
| 2003 | Последняя жизнь во Вселенной         | Якудза                                            |                      |
| 2005 | Сосед из квартиры 13                 | Канеда                                            |                      |
| 2005 | Хостел                               | Миике Такаси                                      |                      |
| 2006 | Лес зверей                           | Рокусукэ/Паскаль                                  | Озвучка              |
| 2009 | Тэнтидзин                            | Хёго Кариясу                                      |                      |
| 2010 | No More Heroes 2: Desperate Struggle | в роли самого себя                                | Озвучка, образ       |
| 2021 | No More Heroes III                   | в роли самого себя                                | Озвучка, образ       |
| 2024 | Полночь                              | Отец Каэдэ                                        |                      |
| 2024 | Цепные реакции                       | в роли самого себя                                | документальный фильм |

### Сценарист
- 2007 — Сукияки Вестерн Джанго / Sukiyaki Western Django — номинация на премию «Золотой лев» Венецианского кинофестиваля.

### Оператор
- 2001 — Семья / Family